# 奥薗壽子
奥薗 壽子（おくぞの としこ、1962年8月13日 - 旧姓・松尾壽子（まつお としこ））は、京都府出身の料理研究家。手軽に作れる家庭料理のレシピを数多く紹介している。

## 略歴
神戸市外国語大学外国語学部中国学科卒業後、イラストレーター・役者・コンパニオンなどさまざまな職業を経験したのち、料理研究家となる。
ナマクラ流ズボラ派料理研究家と自称しているが、手抜き料理を勧めているわけではなく、調理における無駄を省き、素材のよさを最大に引き出すレシピを紹介することで、人気を集めている。
料理を始めたのは小学校1年生ごろで、母親が料理嫌いだったために、幼くして一家の台所を担っていたという。
2002年、『TVチャンピオン』（テレビ東京）の『3分間料理王選手権』に出場し、「3分じゃがいもピザ」を作って優勝した。
現在タレントとしてホリプロと契約を結んでおり、レシピ集やエッセイの執筆だけでなく、テレビ・新聞などのメディア出演、講演活動などを多数行っている。
『最終警告!たけしの本当は怖い家庭の医学』ならびに後継番組の『たけしの健康エンターテインメント!みんなの家庭の医学』では、数々の簡単で健康的な（低カロリー・減塩・疲労解消など）料理を披露しさらに認知度を高めた。実際に、あまり食事を好まない院長のビートたけしも、作った料理は必ず完食するほどである。
父親（実父）は土壌作家・農学博士の松尾嘉郎（まつお よしろう、故人)。

## 出演

### テレビ
- きょうの料理（NHK）
- 生活ほっとモーニング（NHK）
- すくすく子育て（NHK）
- 午後は○○おもいッきりテレビ（日本テレビ）
- おもいッきりイイ!!テレビ（日本テレビ）
- はなまるマーケット（TBS）
- 2時っチャオ!（TBS）
- 郁恵・井森のデリ×デリキッチン!（フジテレビ）
- 最終警告!たけしの本当は怖い家庭の医学（ABC）
- モモコのOH!ソレ!み〜よ!（関西テレビ）
- ぴーかんテレビ（東海テレビ）
- Hana*テレビ（北海道放送）
- ごちそうフライデー（北陸放送）
- たけしの健康エンターテインメント!みんなの家庭の医学 (ABC)

### CM
- キッコーマン「うすくち生醤油」（2013年-)

## 書籍
- 「和風ケーキ&クッキー:風味はバツグン」（農山漁村文化協会、1991年）
- 「子育ておやつわたし流:パターンは7つ 道具は6つ」（農山漁村文化協会、1992年）
- 「子育てごはんわたし流:夕方ラクする二段階料理」（農山漁村文化協協会、1993年）
- 「奥薗壽子のごはん料理ありったけ」（農山漁村文化協会、1994年）
- 「奥薗壽子のはじめてのパンづくり」（農山漁村文化協会、1995年）
- 「ふだん着の虫草あそび:足もとの自然と仲よしになる22の方法」（農山漁村文化協会、1996年）
- 「もっと使える乾物の本:おいしさ・手軽さ新発見」（農山漁村文化協会、1998年）
- 「ズボラ人間の料理術」（サンマーク出版）2001 のち文庫
- 「奥薗さんちのおだいどこ発 親子で楽しむ「素食」レシピ」（講談社mook、2001年
- 『奥薗壽子の子どものごはん じょうぶに育つ簡単レシピ』料理・文. 金の星社, 2002.11
- 『もっと手軽に昆布術 (遊び尽くし) 創森社, 2002.11
- 『野菜をおいしく食べつくす本 (奥薗壽子のサクサクレシピ集 1) ぶんか社, 2002.12
- 『ふ・ふ・ふのお麩レシピ (遊び尽くし) 創森社, 2002.12
- 『おくぞの流玄米・雑穀らくちんごはん』ブックマン社, 2002.9
- 『ズボラ人間の料理術レシピ集』サンマーク出版, 2002.9
- 「おくぞの流 速い速い豆料理100点勝負!」講談社のお料理book、2003年）
- 『ズボラ人間の料理術定番レシピ』サンマーク出版, 2003.12
- 『3時間睡眠で、なんでもできる!』サンマーク出版, 2003.5
- 『ズボラ人間の料理術 超入門』サンマーク出版, 2003.9
- 「おくぞの流 簡単激早たっぷり野菜おかず229」（講談社、2003年）
- 「奥薗壽子のラクしてウマくてもうけもん!」（別冊すてきな奥さん）（主婦と生活社、2003年）
- 「奥薗さんちの京都ごはん:手抜きレシピで、あこがれの味!」（ブックマン社、2004年）
- 「奥薗壽子のラクうま手作りパン」（主婦の友 生活シリーズ）（主婦の友社、2004年）
- 「奥薗壽子のラクうま料理&おやつ大好き!」（主婦の友 生活シリーズ）（主婦の友社、2004年）
- 「奥薗壽子の超ラクうまおかず:決定版」（主婦の友 新実用books）（主婦の友社、2004年）
- 「自炊をしよう!:カンタン、うまいっ、安上がり」（主婦の友社、2004年）
- 「奥薗ミックスで焼きっぱなしお菓子」（「なぁんだ簡単!」料理book）（小学館、2004年）
- 「ファミリー居酒屋 奥薗ごはん」（「なぁんだ簡単!」料理book）（小学館、2004年）
- 「お手抜き料理家 奥薗壽子のラクしてウマくてもうけもん!続」（別冊すてきな奥さん）（主婦と生活社、2004年）
- 「黄金比率1：1で作るたれソースでレシピ100倍 奥薗おかず」（「なぁんだ簡単!」料理book）（小学館、2004年）
- 「『こさない!』『わざわざ取らない!』奥薗だしでヒットおかず」（「なぁんだ簡単!」料理book）(小学館、2004年）
- 「奥薗壽子 夜9時からのすぐウマ料理」（e-mook）（宝島社、2004年）
- 「おくぞの流 簡単激早ヘルシー野菜おかず271」（講談社、2004年）
- 「奥薗壽子のスローごはん:野菜や乾物をたっぷり食べるレシピ」（セレクトbooks）（主婦の友社、2005年）
- 「奥薗壽子の京都おいしいもん大好き!京女の私だから知っている極上の味&おみやげ100ガイド」（セレクトbooks）（主婦の友社、2005年）
- 「おくぞの流 簡単激早しっかりお肉おかず203」（講談社、2005年）
- 「おくぞの流 簡単激早ぴちぴち魚おかず202」（講談社、2005年）
- 「奥薗さんちのワイワイ料理」（e-mook）（宝島社、2005年）
- 『ズボラ人間の料理術達人レシピ』サンマーク出版, 2005.1
- 「奥薗式常識やぶり!フライパンひとつでおかず3品同時に完成!」（Saita mook）（芝パーク出版、2005年）
- 「フライパンで新和食」（小学館、2005年）
- 「奥薗壽子のラク!うま!超特急おかず」（別冊すてきな奥さん）（主婦と生活社、2005年）
- 「奥薗壽子のラク!うま!韓国ごはん」（別冊すてきな奥さん）（主婦と生活社、2005年）
- 「もっと使える!土鍋レシピ:保温調理で和・洋・中・スイーツまでOK」（Saita mook）（セブン&アイ出版、2006年）
- 「奥薗式常識やぶり!“うまみ”まるごと和のおかず」（Saita mook）（セブン&アイ出版、2006年）
- 「くり返し作りたい!奥薗流簡単・激早レシピ」（マキノ出版、2006年）
- 「奥薗壽子のラク!うま!くり返し作りたくなるおうちイタリアン」（別冊すてきな奥さん）（主婦と生活社、2006年）
- 「奥薗壽子のラク!うま!今晩のおかず&明日のおべんとう」（別冊すてきな奥さん）（主婦と生活社、2006年）
- 『おくぞの流超速豆料理』 (講談社+α文庫) 2007.10
- 『おいしくて簡単にはワケがある奥薗壽子のお菓子 (レタスクラブmook) 角川SSコミュニケーションズ, 2007.12
- 『ぜ～んぶフライパンで簡単!奥薗壽子のおかず (レタスクラブmook) 角川SSコミュニケーションズ, 2007.4
- 『うちにあるものですぐでき!どんぶり 奥薗壽子のラク!うま!レシピ (別冊すてきな奥さん) 主婦と生活社, 2007.7
- 『奥薗壽子の読むレシピ 今日の献立がすぐ決まる』産経新聞出版, 2008.6 のち新潮文庫
- 『奥薗壽子の(秘)元気料理ノート お肌ピカピカ!体調スッキリ!カラダが喜ぶおかず70品 (別冊すてきな奥さん) 主婦と生活社, 2008.8
- 『奥薗流・いいことずくめの乾物料理』文化学園文化出版局, 2009.12
- 『奥薗流超ムダなし!食べきりレシピ 手間なし保存&使い回しで』家の光協会, 2009.12
- 『奥薗壽子の読むレシピ 今日の献立がすぐ決まる 2』(産経新聞社の本) 産経新聞出版, 2009.7
- 『奥薗壽子のラク!早!ごはん 大人気レシピ結集版!』 (別冊すてきな奥さん) 主婦と生活社, 2010.4
- 『奥薗流・まごわやさしい健康料理 いいことずくめの113品』文化学園文化出版局, 2011.2
- 『奥薗流早ワザ!おかず 忙しい日も、これでラクラク』 (別冊エッセbasic. おいしいcookingシリーズ) 扶桑社, 2011.5
- 『奥薗壽子のやっぱり、豆腐! ラク!ウマ!ヘルシー!満足豆腐レシピ63』日東書院本社, 2011.7
- 『奥薗壽子のラク!早!使いきりおかず おトクレシピ保存版! (別冊すてきな奥さん) 主婦と生活社, 2011.8
- 『奥薗流・腸美人レシピ 美と健康は腸を元気にすることからそのための125品』文化学園文化出版局, 2012.10
- 『おくぞの流簡単激早いきいき野菜おかず238』講談社, 2012.11
- 『奥薗壽子の読むレシピ 旬の食材篇 (産経新聞社の本) 産経新聞出版, 2012.12
- 『奥薗壽子の超かんたん!〈極うま〉減塩レッスン (PHPビジュアル実用BOOKS) 伊藤貞嘉 医学監修. PHP研究所, 2012.5
- 『おくぞの流簡単激早野菜おかずベスト180 (講談社+α文庫 2012.7
- 『やせるホルモン分泌!さば缶で健康になる! 食物繊維+青背魚のEPAでダイエット効果!』小田原雅人 医学監修, 料理・レシピ. 学研パブリッシング, 2013.10
- 『スープジャーのお弁当 手づくりスープはカラダにやさしい!』世界文化社, 2013.11
- 『おくぞの流簡単激早お魚おかずベスト174 (講談社+α文庫 2013.5
- 『スープジャーのお弁当にピッタリ!奥薗流おかずスープ』世界文化社, 2014.12
- 『リセットひとりごはん 作って食べてスッキリ元気!』海竜社, 2014.5
- 『病気を防ぐ食べ方 テレビで話題の食材が続々登場! (たけしの健康エンターテインメント!みんなの家庭の医学)料理・レシピ. 学研パブリッシング, 2014.9
- 『だから、毎日作りたくなるレシピ 手間も時間も半分、おいしさは2倍以上!』いきいき株式会社出版局, 2015.3
- 『奥薗壽子の赤本合格レシピ』教学社, 2015.7
- 『奥薗流新ごはんの基本! 決定版 おいしくて簡単、メニューが広がるひと工夫。』世界文化社, 2016.4
- 『中性脂肪を落とす〈楽うま〉健康ダイエットレッスン 奥薗壽子の超かんたん!』板倉弘重 医学監修. PHP研究所, 2017.3
- 『奥薗壽子のダイエット段々弁当』文化学園文化出版局, 2017.3
- 『子どもと学ぶ日本の伝統食材 味わうレシピから食育に役立つ活動例まで ([メイトブックス])レシピ・料理制作, 矢島麻由美 監修. 2017.8
- 『みそ汁で健康になる! : 高血圧・生活習慣病・肌あれ・肥満食べて改善!』上原誉志夫 医学監修,料理・レシピ. 学研プラス, 2018.12
- 『医者がすすめる"大豆ファースト" (主婦の友生活シリーズ)池谷敏郎 医学監修, [レシピ考案・料理]. 主婦の友社, 2018.12
- 『水煮缶で健康になる! 高血圧・高血糖・コレステロール・肥満食べて改善!』小田原雅人 医学監修, 料理・レシピ. 学研プラス, 2018.6
- 『奥薗流からだ想いのひとりごはん 野菜ひとつで作れる楽ちんレシピ135』文化学園文化出版局, 2018.7
- 『ちょっと作ってみたくなる大人のかしこい手抜きごはん 面倒な日にこそ、背中をおすレシピ』学研プラス, 2020.10
- 『まいにち腸活スープ おうちで手軽に免疫力アップ!』小林暁子 監修. PHPエディターズ・グループ, 2020.11

### 共著
- 「絵とき 生きている土の世界」（農山漁村文化協会、1989年）松尾嘉郎との共著
- 「絵とき ヒトの命を支える土」（農山漁村文化協会、1990年）松尾嘉郎との共著
- 「絵とき 地球環境を土からみると」（農山漁村文化協会、1990年）松尾嘉郎との共著
- 「絵とき 土で遊ぼう:からだで感じる地球のいのち」（農山漁村文化協会、1992年）松尾嘉郎との共著
- 『奥薗壽子の超かんたん!糖尿病ごはん「激うま」レッスン (PHPビジュアル実用books) 相磯嘉孝共著. PHP研究所, 2010.3
- 『すべてがわかる!「乾物」事典 "基礎知識"や"解説"はもちろん、"レシピ"に"お買い物帖"まで (食材の教科書シリーズ) 家森幸男共監修. 世界文化社, 2013.11

### 新聞
- 「奥薗壽子の楽しておいしい生活」（産経新聞）
- 「週末楽々クッキング」（読売新聞）